# Dario Pratoverde
Dario Pratoverde (Genova, 7 settembre 1903 – Ovada, 18 agosto 1930) è stato un calciatore italiano, di ruolo centrocampista.

## Carriera
Cresciuto nel Genoa, ha la sua prima esperienza nella prima squadra rossoblu nell'amichevole del 6 gennaio 1925 contro la Novese.
L'esordio ufficiale con il Grifone avvenne alla prima giornata del campionato 1925-1926, nel pareggio esterno per 2-2 contro la Reggiana del 4 ottobre 1925.
Nei due anni in cui fu impiegato in prima squadra accumulò 15 presenze in campionato, 13 nella prima stagione e 2 nella seconda, ed una nella Coppa Italia 1926-1927.
Nel 1927 fu acquistato dalla Fiorentina, militante in Prima Divisione. Con la Viola esordì il 2 ottobre 1927 nel pareggio casalingo per 3-3 contro il Terni.
Pressoché titolare inamovibile, giocò 13 incontri su 14, conquistò con i suoi la promozione in massima serie, nonostante avesse ottenuto solo il secondo posto nel Girone D, grazie al decreto del presidente della FIGC Leandro Arpinati.
L'esperienza alla Fiorentina durò un solo anno, poiché fu lasciato libero di trovarsi un altro ingaggio.
Nel 1929 si accasa all'Italia Nuova Rivarolo che sarà il suo ultimo club perché Pratoverde morirà il 18 agosto 1930 ad Ovada.